# Eliseo Sala
Pour les articles homonymes, voir Sala.
Eliseo Sala (Milan, 2 janvier 1813 - Triuggio, 24 juin 1879) est un peintre italien actif au XIXe siècle.

## Biographie
Eliseo Sala a appris la peinture auprès de L. Sabatelli à l'Accademia di Brera puis a étudié aussi à Venise et Rome.
Il s'est spécialisé en tant que portraitiste dans la réalisation de peintures à thèmes historiques et de genre.
Ses œuvres sont conservées à la Galleria d'arte moderna de Milan, à la pinacothèque Brera et dans de nombreux musées nationaux.

## Œuvres
- La toeletta del mattino (1846),
- Ritratto di donna Vittoria Cima (1852),
- Ritratto della famiglia Tacchi (1850),
- Ritratto di Signora, huile sur toile, 93 × 78,5 cm
- Psiche risvegliata da Amore, huile sur toile, 34,7 × 24,5 cm
- Portrait de Susanna Sforni Vitta, huile sur toile, 117 × 88 cm
- Portrait d'Ernesta Legnani,
- Portrait de Pia de' Tolomei, huile sur toile, 90 × 121 cm, Musei Civici di Arte e Storia, Brescia,
- Portrait de Teodoro Lechi, huile sur toile, 95 × 122 cm